# Cupa României 1950
Der Cupa României in der Saison 1950 war das 13. Turnier um den rumänischen Fußballpokal. Sieger wurde Titelverteidiger CCA Bukarest, das sich im Finale am 26. November 1950 gegen Meister Flamura Roșie Arad durchsetzen konnte.

## Modus
Die Klubs der Divizia A stiegen erst in der Runde der letzten 32 Mannschaften ein und mussten zunächst auswärts antreten. Es wurde jeweils nur eine Partie ausgetragen. Stand diese nach 90 Minuten unentschieden, folgte eine Verlängerung von 30 Minuten. Falls danach noch immer keine Entscheidung gefallen war, zog die Gastmannschaft in die nächste Runde ein.

## Sechzehntelfinale
| Datum        |                          | Ergebnis             |                        |
| ------------ | ------------------------ | -------------------- | ---------------------- |
| 2. Juli 1950 | Locomotiva Arad          | 2:1 (2:0)            | CSU Timișoara          |
|              | Metalul Baia Mare        | 1:3 (1:2)            | Progresul Oradea       |
|              | Mecano-Naval Brăila      | 1:6 (0:1)            | Partizanul Bukarest    |
|              | Spartac BRPR Bukarest    | 3:1 (0:1)            | Metalul Bukarest       |
|              | CSA Cluj                 | 3:0 (1:0)            | Locomotiva Târgu Mureș |
|              | PCA Constanța            | 0:3 (0:2)            | CCA Bukarest           |
|              | Metalul Făgăraș          | 2:4 (0:1)            | Locomotiva Sibiu       |
|              | Metalul Hunedoara        | 1:2 (0:2)            | Flamura Roșie Arad     |
|              | CSU Iași                 | 1:0 (0:0)            | Locomotiva Iași        |
|              | Metalul Oțelu Roșu       | 0:2 (0:0)            | Locomotiva Timișoara   |
|              | Partizanul Ploiești      | 2:4 (1:2)            | Dinamo Bukarest        |
|              | Partizanul Câmpina       | 1:2 (0:0)            | Dinamo Brașov          |
|              | Metalul Sibiu            | 1:1 n. V. (0:0, 0:0) | Partizanul Petroșani   |
|              | CSA Someșeni             | 0:2 (0:0)            | CSU Cluj               |
|              | Unirea Turnu Măgurele    | 3:9 (1:4)            | Locomotiva Bukarest    |
|              | Locomotiva Turnu Severin | 5:2 (1:0)            | Metalul Reșița         |

## Achtelfinale
| Datum             |                          | Ergebnis       |                      |
| ----------------- | ------------------------ | -------------- | -------------------- |
| 16. August 1950   | CSU Cluj                 | 0:1 (0:0)      | Flamura Roșie Arad   |
| 17. August 1950   | Locomotiva Arad          | 6:2 (4:2)      | Partizanul Petroșani |
|                   | Spartac BRPR Bukarest    | 0:2 n. V.      | Locomotiva Sibiu     |
|                   | CSU Cluj                 | 2:2 (0:0, 0:0) | Progresul Oradea     |
|                   | CSU Iași                 | 2:4 (0:3)      | CCA Bukarest         |
|                   | Dinamo Brașov            | 4:3 (4:0)      | Locomotiva Bukarest  |
|                   | Locomotiva Turnu Severin | 1:2 (1:1)      | Locomotiva Timișoara |
| 7. September 1950 | Dinamo Bukarest          | 4:3 (2:2)      | Partizanul Bukarest  |

## Viertelfinale
| Datum              |                      | Ergebnis  |                        |
| ------------------ | -------------------- | --------- | ---------------------- |
| 10. September 1950 | Locomotiva Sibiu     | 1:0 (0:0) | Locomotiva Arad        |
| 11. Oktober 1950   | CCA Bukarest         | 4:2 (0:1) | Dinamo Orașul Stalin 1 |
|                    | Locomotiva Timișoara | 1:2 (0:1) | Flamura Roșie Arad     |
| 12. Oktober 1950   | Progresul Oradea     | 2:1 (2:1) | Dinamo Bukarest        |

## Halbfinale
| Datum            |                    | Ergebnis  |                  |
| ---------------- | ------------------ | --------- | ---------------- |
| 25. Oktober 1950 | Flamura Roșie Arad | 3:2 (0:1) | Progresul Oradea |
| 1. November 1950 | Locomotiva Sibiu   | 0:2 (0:0) | CCA Bukarest     |

## Finale
| Paarung            | CCA Bukarest – Flamura Roșie Arad |
| Ergebnis           | 3:1 (1:0) |
| Datum              | 26. November 1950 |
| Stadion            | Stadionul Republicii, Bukarest |
| Zuschauer          | 25.000 |
| Schiedsrichter     | Andrei Bölöni (Orașul Stalin) |
| Tore               | 1:0 Alexandru Apolzan (44., Elfmeter) 2:0 Nicolae Roman (72.) 2:1 Andrei Mercea (89.) 3:1 Petre Moldoveanu (90.)                                                                                               |
| CCA Bukarest       | Ion Voinescu, Vasile Zavoda, Alexandru Apolzan, Ștefan Rodeanu, Ștefan Balint, Tiberiu Bone, Francisc Zavoda, Nicolae Roman, Nicolae Drăgan, Gavril Serfőző, Petre Moldoveanu Cheftrainer: Francisc Ronnay     |
| Flamura Roșie Arad | Alexandru Marky, Moise Vass, Adalbert Pall, Zoltan Farmati, Iosif Petschovski, Ladislau Băcuț, Silviu Boitoș, Andrei Mercea, Mihai Carpineț, Ioan Reinhardt, Nicolae Dumitrescu Cheftrainer: Francisc Dvorzsák |